# Ramaria flavicolor
Ramaria flavicolor är en svampart som beskrevs av Malençon 1958. Ramaria flavicolor ingår i släktet Ramaria och familjen Gomphaceae.   Inga underarter finns listade i Catalogue of Life.